# Diga di Gariep
La diga di Gariep ("diga del Gariep" o "Gariep Dam") è la più importante diga del Sudafrica, situata sul fiume Orange, al confine fra le province del Capo Orientale e del Free State. Costruita nel 1971, era originariamente chiamata Hendrik Verwoerd Dam, in onore del primo premier della Repubblica del Sudafrica, Hendrik Frensch Verwoerd. Il nome venne modificato il 4 ottobre 1996 dopo la caduta dell'apartheid.
"Gariep" (letteralmente "grande acqua") è il nome che i boscimani del Kalahari usano per indicare il fiume Orange.
È situata in una gola all'entrata della Ruigte Valley, circa 5 km a est di Norvalspont.

## Struttura e dimensioni
Si tratta di una diga in calcestruzzo con struttura mista arco-gravità. Questa tipologia fu scelta perché la gola è troppo ampia per una diga completamente ad arco e così le pareti dei fianchi formano le spalle verticali dell'arco centrale.
La diga è lunga 914 m e alta 88 m. Forma il lago artificiale più grande del Sudafrica con un'area di oltre 370 km² e una capacità di 5.340.000 ML (megalitri).
Al suo interno sono alloggiati quattro generatori idroelettrici da 90 MW ciascuno, capaci quindi di una produzione teorica complessiva di 360 MW.
Fu costruita dalla società francese Dumez, ora parte del gruppo Vinci.